# 동산초등학교 (양산시)
동산초등학교는 대한민국 경상남도 양산시에 있는 공립 초등학교이다.

## 학교 연혁
- 1941. 05. 30 영천초등학교 삼산분교 개교
- 1943. 03. 31 동산공립초등학교로 개명
- 1985. 03. 01 병설유치원 인가
- 1988. 12. 31 도 우수학교 선정(국어과)
- 1995. 10. 07 2층 3교실 개축
- 1995. 11. 11 시지정 특활시범학교
- 1996. 02. 24 급식소 준공
- 1996. 03. 01 동산초등 개명
- 2004. 12. 14  신관 4층 4교실 증축
- 2006. 09. 01 과학실 현대화 사업
- 2007. 05. 01 컴퓨터실 현대화 사업
- 2007. 09. 01 도서관 현대화 사업
- 2009. 05. 01 동산초등학교 역사관 건립
- 2010. 09. 01 제28대 조상근 교장 부임
- 2011. 03. 01 16학급 편제, 주5일수업제 시범학교 선정
- 2012. 03. 01 도교육청 정책연구학교(기초학력) 선정
- 2013. 02. 15 2012년 창의경영학교운영우수학교 표창-교육과학기술부장관
- 2013. 03. 01 16학급 편제(총 383명)
- 2014. 09. 01 제 29대 오일정 교장 부임
- 2015. 02. 17 제 68회 졸업식(졸업생 총수 : 3,701명)
- 2015. 03. 01 18학급 편제, 자율학교 신규지정 운영(~2018)
- 2015. 03 .01 1학년 71명 입학

## 참고 자료
- 동산초등학교 - 한국교육학술정보원 학교알리미